# 状態方程式 (宇宙論)
宇宙論における完全流体の状態方程式（じょうたいほうていしき）は、エネルギー密度 {\displaystyle \!\rho } に対する圧力 {\displaystyle \!p} の比に等しい無次元数 {\displaystyle \!w} で特徴づけられ、次式で与えられる。
{\displaystyle \!w=p/\rho }
これは、熱力学的な状態方程式と理想気体の法則とも緊密に関係する。

## 概要

### 方程式
完全気体の状態方程式は以下のように書くことができる。
{\displaystyle \!p=\rho _{m}RT=\rho _{m}C^{2}}
ここで、{\displaystyle \!\rho _{m}} は物質の密度、{\displaystyle \!R} は特殊気体定数、{\displaystyle \!T} は温度、{\displaystyle \!C={\sqrt {RT}}} は特徴的な分子の熱力学的速度である。”冷たい”気体に対しては {\displaystyle \!c} を光速として、{\displaystyle \!C<<c} となるので、
{\displaystyle w={\frac {p}{\rho }}={\frac {\rho _{m}C^{2}}{\rho _{m}c^{2}}}={\frac {C^{2}}{c^{2}}}\approx 0}
すなわち、 {\displaystyle \!\rho =\rho _{m}c^{2}} となる。

### FLRW 方程式 と状態方程式
状態方程式を、完全流体で満たされた等方的な宇宙の進化を説明するフリードマン・ルメートル・ロバートソン・ウォーカー計量に適用する。{\displaystyle \!a} が膨張因子である場合は、
{\displaystyle \rho \propto a^{-3(1+w)}.}
を満たす。流体が平坦な宇宙で支配的な物質である場合は、
{\displaystyle a\propto t^{\frac {2}{3(1+w)}},}
である。ここで、{\displaystyle \!t} は固有時である。
一般に、加速のフリードマン方程式は、
{\displaystyle 3{\frac {\ddot {a}}{a}}=\Lambda -4\pi G(\rho +3p)}
ここで、{\displaystyle \!\Lambda } は宇宙定数、{\displaystyle \!G} は万有引力定数、および{\displaystyle {\ddot {a}}} は膨張因子の固有時による2階微分である。
（有効といえるような）エネルギー密度と圧力を定義すると、
{\displaystyle \rho ^{\prime }\equiv \rho +{\frac {\Lambda }{8\pi G}}}
{\displaystyle p^{\prime }\equiv p-{\frac {\Lambda }{8\pi G}}}
また、
{\displaystyle p^{\prime }=w^{\prime }\rho ^{\prime }}
と置けば、加速を表す方程式は、
{\displaystyle {\frac {\ddot {a}}{a}}=-{\frac {4}{3}}\pi G\left(\rho ^{\prime }+3p^{\prime }\right)=-{\frac {4}{3}}\pi G(1+3w^{\prime })\rho ^{\prime }}
のように書くことができる。

## 応用

### 非相対論的な物質
冷たい宇宙の塵のような非相対論的な通常の物質の状態方程式は、{\displaystyle \!w=0} で表される。これは {\displaystyle \!V} を体積として {\displaystyle \rho \propto a^{-3}=V^{-1}} のように希釈されることを意味する。このことは、非相対論的な通常の物質が膨張する体積によりエネルギー密度が赤方偏移することを示す。

### 超相対論的な物質
宇宙背景放射や非常に初期の宇宙での物質のような超相対論的な物質では、{\displaystyle \!w=1/3} となり、これは {\displaystyle \rho \propto a^{-4}} のように希釈される。すなわち、膨張する宇宙において、エネルギー密度は体積の膨張よりも速やかに減少する。このことは、宇宙背景放射が運動量を持ち、ド・ブロイの仮説による赤方偏移した波長をもつことによる。

### 宇宙の膨張の加速
宇宙の膨張と加速膨張宇宙はダークエネルギーについての状態方程式により表すことができる。最も単純なのは、宇宙定数の状態方程式で {\displaystyle \!w=-1} の場合である。この場合、スケール因子に対する上記の式は有効でなく、{\displaystyle a\propto e^{Ht}} となる。ここで、{\displaystyle H} はハッブル定数である。もっと一般的には、{\displaystyle \!w<-1/3} のどのような状態方程式でも宇宙の膨張は加速している。実際に宇宙の加速が観測されている。観測によれば、宇宙定数の状態方程式の値は、 -1 に近い。
仮想上のファントムエネルギーは {\displaystyle \!w<-1} の状態方程式を持つと考えられ、これはビッグリップを引き起こす要因となる。しかし現在知られているデータをもってしても、{\displaystyle \!w<-1} を持つファントムと、{\displaystyle \!w\geq -1} を持つ非ファントムとを区別することはまだ不可能である。

### 流体
膨張する宇宙では、より大きな値の状態方程式の流体は、より小さい状態方程式のそれよりもすみやかに消失する。これは平坦な宇宙とビッグバンのモノポールの問題に帰結する。すなわち曲率は {\displaystyle \!w=-1/3} を、モノポールは {\displaystyle \!w=0} を持つ。そして、それらがビッグバン初期の時点で存在したならば、それらは現在も観測されるはずだが、これは現在未解決である。これらの問題は {\displaystyle \!w\approx -1} を持つインフレーション宇宙論により解決される。ダークエネルギーの状態方程式を計測することは観測的宇宙論の最大の仕事の1つである。{\displaystyle \!w} を正確に測定することで、宇宙定数が {\displaystyle \!w\neq -1} を持つクインテッセンスと区別できるようになると期待されている。

### スカラー・モデリング
一種の完全流体の状態方程式をスカラー場 {\displaystyle \!\phi } と見なし、
{\displaystyle {w={\frac {{\frac {1}{2}}{\dot {\phi }}^{2}-V(\phi )}{{\frac {1}{2}}{\dot {\phi }}^{2}+V(\phi )}},}}
ここで、{\displaystyle \!{\dot {\phi }}} は スカラー場の時間微分であり、{\displaystyle \!V(\phi )} はポテンシャルエネルギーである。自由な {\displaystyle \!(V=0)} スカラー領域は {\displaystyle \!w=1}、運動エネルギーが消失したものは宇宙定数に相当し、すなわち {\displaystyle \!w=-1} である。その間の状態方程式は、いずれもPhantom Divide Line (PDL) として知られる {\displaystyle \!w=-1} の障壁をまたがらないようにすることができ、宇宙論の多くの現象について有用なスカラー場モデルになっている。